# Boulay-Moselle
Boulay-Moselle – miasto i gmina we Francji, w regionie Grand Est, w departamencie Mozela.
Według danych na rok 1990 gminę zamieszkiwały 4422 osoby, a gęstość zaludnienia wynosiła 226 osób/km² (wśród 2335 gmin Lotaryngii Boulay-Moselle plasuje się na 98. miejscu pod względem liczby ludności, natomiast pod względem powierzchni na miejscu 187.). Na terenie gminy znajdują się pozostałości jednego z największych obozów jenieckich z okresu II wojny - Stalag XII F.